# Pivní lázně
Pivní lázně, či koupele, jsou lázeňskou procedurou, které spočívají v užití horké lázně s obsahem chmelového a bylinného extraktu.

## Historie pivních lázní
O prvním použití piva, jako přísady do koupele se vedou pouze diskuze. Jisté je, že se pivo přidávalo do koupelí již od starověku, kdy se ovšem vyrábělo pouze z obilného sladu s různými dochucovadly. Ale až roku 768 je prvně datováno použití chmele coby ingredience pro dochucení piva. Jelikož chmel je nezbytnou součástí pivní lázně, je zřejmé, že klasické pivní koupele mohou mít své kořeny až po tomto datu.
Moderní pivní lázně, tedy proceduru blahodárnou pro lidský organismus, datujeme až od konce 20. století. Vlastní kapitolu pivních koupelí odstartoval pivovar Klosterbrauerei Neuzelle v Německu. Zde začali návštěvníkům přidávat pivo do horkých koupelí od roku 1997. Od té doby zažívá tato wellness procedura veliký zájem a pivní lázně se otevírají po celém světě.
První pivní lázně v České republice založili v Chodové Plané na Tachovsku při pivovaře Chodovar, který je začal provozovat od roku 2006. Česká republika je pro pivní koupele zemí zaslíbenou. Velký vliv na zvýšení popularity mají zejména provozovatelé malých privátních pivovarů, kteří zakládají pivní lázně jako součást nabídky svých služeb. Do června 2013 již bylo otevřeno přes 20 provozoven po celé ČR a nové stále přibývají. Často jsou pivní koupele vyhledávány tzv. pivními turisty. Podobné oblibě se pivní koupele těší ještě také v Německu a Rakousku.

## Průběh ozdravné procedury pivní lázně
Většina provozovatelů pivních lázní má svou vlastní metodiku a postup pro poskytování pivní koupele.
Základem každé pivní koupele je horká lázeň, jejíž obsah si připravuje každý provozovatel dle vlastní receptury. Hlavní přísady jsou pivo, pivovarské kvasnice a bylinné směsi. Do koupele se mohou přidávat i další přísady dle místní tradice a zvyku a v některých provozovnách se poskytuje i ve formě perličkové koupele. Voda se využívá z místních zdrojů, a jelikož většinu lázní vlastní minipivovary, přidávají do lázní svou vlastní produkci piva.
Samotná koupel probíhá ve vaně, a to dřevěné, ocelové, měděné, či běžné koupelové vaně. V Rakouském pivovaru Starkenberger se dokonce používají ke koupelím bazény 4 x 4 m. Do připravené lázně je návštěvník ponořen na dobu přibližně 20 – 30 minut. Teplota vody se pohybuje mezi 34 – 38 °C. Vzhledem k vysoké teplotě koupele je třeba dbát i na pravidelný přísun tekutin. Proto je u každé vany instalována vlastní pípa, ze které si návštěvník sám točí pivo. Nutno podotknout, že pití piva je součástí procedury a je to i z části marketingový nástroj, přestože některé pozitivní vlivy na lidské tělo pivu upřít nelze.
Po absolvování koupele následuje odpočinek většinou na speciálně připraveném lůžku a v zábalu do prostěradla a deky. Doba odpočinku trvá od 20 – 60 minut. Při této fázi dochází k uklidnění a harmonizaci organizmu. Prohřátý organismus dokončuje fázi pocení, srdeční činnost se zklidňuje, pozvolna klesá krevní tlak, uvolňují se svaly a obnovuje tělesná energie. Očištěná, omlazená pokožka přijímá účinné látky, které po koupeli na kůži ulpěly a postupně se do ní vstřebávají skrze póry.
Po skončení koupele nabízí provozovatelé lázní i návaznou doplňkovou wellness proceduru, jako je pobyt v solné jeskyni, finská sauna, klasická masáž, masáž lávovými kameny a další.

## Léčivé účinky pivních lázní
Na lidské tělo působí při koupeli v pivní lázni pozitivně více činitelů.

### Příznivý vliv horké koupele
Teplota vody mezi 34 – 37 °C zvyšuje mírně srdeční činnost, tím se aktivuje krevní oběh v celém organismu a horká lázeň tak příznivě působí na celou cévní soustavu. Jak voda prohřívá celé lidské tělo, dochází také k uvolnění svalů, prohřátí kloubů a ostatních částí organismu. Kladný vliv má na člověka i prohřátí pokožky. Teplá voda totiž uvolňuje kožní póry, ze kterých se následně z těla odplavují škodlivé látky a tím dochází k očistě organismu. V případě perličkové či minerální koupele napomáhají bublinky na kůži k účinné relaxaci těla.

### Přísady do koupele – pivo, chmel, pivovarské kvasnice a bylinky
Jednotlivé přísady do koupele se vyznačují svými charakteristickými příznivými účinky na lidský organismus.
Pivo jako přírodní produkt s aktivními složkami přírodního oxidu uhličitého, pivovarských kvasnic a chmele příznivě působí proti ekzémům, akné či celulitidě. Živá kultura pivovarských kvasnic dodává pokožce řadu vitamínů, proteiny a sacharidy. Obecně tak přispívá k celkovému zvláčnění a vyživování pokožky, což zvyšuje její regenerační schopnosti a zklidňují se všechny kožní potíže.
Kombinací pivních kvasnic s různými bylinkami obsaženými v pivní koupeli, lze připravit omlazující lázeň s prokazatelně pozitivními kosmetickými účinky. Přirozené antioxidanty, jako askorbové kyseliny, pomáhají buňkám žít déle a prokazují se i určitými omlazujícími účinky.
Kyselina uhličitá obsažená v pivu pozitivně ovlivňuje prokrvení pokožky.
Chmelové mláto obsažené v lázni odstraňuje z těla odumřelou pokožku, kdy působí jako forma dermatologického peelingu.

### Pití piva při relaxaci v lázni
Jako součást každé pivní koupele je i nabídka konzumace samotného piva. Pokud této možnosti návštěvník využije, může k výše uvedeným příznivým účinkům připočíst i blahodárný vliv zlatého moku. O prospěšnosti pití piva se sice vedou vášnivé debaty, ale z čistě lékařského pohledu, pokud dávka nepřevýší 1 – 2 piva (tedy dvě půllitrové sklenice), je pivo zdravotně pozitivně působící. Je prokázaný příznivý vliv na celou trávicí sestavu lidského organismu. Pivo obsahuje více než 30 minerálů a stopových prvků, které působí velmi příznivě na náš organismus, a např. vypitím 1 litru piva je pokryta nezanedbatelná část denní spotřeby zinku, železa, fluoru a mědi, téměř 50 % hořčíku, 40 % fosforu a 20 % draslíku. Polyfenoly a flavonoidy mají antioxidační účinek, čímž chrání jak před cévními, tak i před nádorovými onemocněními.

### Kontraindikace
Jako každá lázeňská procedura založená na horké vodní koupeli i pivní lázně nejsou vhodné pro osoby s vysokým krevním tlakem, po operacích srdce, těhotné ženy od 3 měsíců těhotenství a děti do 15 let. Kardiakům je doporučeno konzultovat návštěvu lázní se svým lékařem. V souhrnném zhodnocení pivní lázně pomáhají s regenerací celého lidského organismu, zlepšují imunitní systém a jsou vhodné jako antistresová terapie, která snižuje stres a je ideální pro duševní odpočinek a relaxaci.